# 7655 Adamries
7655 Adamries eller 1991 YM1 är en asteroid i huvudbältet som upptäcktes den 28 december 1991 av den tyske astronomen Freimut Börngen vid Tautenburg-observatoriet. Den är uppkallad efter den tyske matematiker Adam Ries.
Asteroiden har en diameter på ungefär 4 kilometer.